# Nikolaï Krioukov (acteur)
Ne doit pas être confondu avec Nikolay Kryukov.
Pour les articles homonymes, voir Krioukov.
Nikolaï Nikolaïevitch Krioukov (en russe : Никола́й Никола́евич Крю́ков), né le 8 juillet 1915 à Zamytie dans le Gouvernement de Tver et mort le 17 avril 1993 à Saint-Pétersbourg, est un acteur soviétique et russe. Artiste émérite de la RSFSR en 1991.

## Carrière
Nikolaï Krioukov nait dans le village de Zamytie dans le Gouvernement de Tver, alors sous Empire russe. Après ses études secondaires il travaille à l'usine Sevkabel de Saint-Pétersbourg spécialisée dans la production de câbles d'énergie et de télécommunications. Il joue au théâtre amateur au sein de son entreprise, puis sera engagé par le studio dramatique du Grand théâtre dramatique léningradois dont il sort diplômé en 1935. Il commence sa carrière d'acteur professionnel en 1936 dans la troupe de Sergueï Radlov.
En 1938, il apparaît pour la première fois sur le grand écran dans un rôle secondaire dans le drame de Vladimir Gontchoukov Poste-frontière en mer. Nikolaï Krioukov fait partie du casting du film de guerre Politrouk Kolyvanov de Pavel Armand dont le tournage commence en mars 1940. Les prises de vue sont réalisées dans le massif des Khibiny. Le scénario est revu en cours de tournage, mais la production sera définitivement stoppée par le Département de la propagande en août 1940. Lors de la Seconde Guerre mondiale le théâtre de Radlov continue à donner les représentations dans la ville assiégée. Après le spectacle du 21 décembre 1941 (Voyage de noce de Vladimir Dykhovitchny), Krioukov est hospitalisé en état de faiblesse extrême. En mars 1941, tous les artistes de la troupe sont évacués à Piatigorsk où ils reprennent leur travail le 30 avril 1942. Ils jouent Voyage de noce de Vladimir Dykhovitchny, Un mari idéal d'Oscar Wilde, Hamlet de William Shakespeare. Les troupes allemandes approchaient, mais la municipalité refusait d'évacuer le théâtre pour empêcher la panique de la population. Seulement le 8 août 1942, une partie de la troupe est envoyée à Naltchik. Le lendemain la ville est occupée. Les représentations continuent dans la ville occupée. Puis, lorsque les allemands se retirent, ils emmènent les acteurs à Berlin. Après bien des errances, le groupe d'acteurs dont Krioukov, mais aussi le directeur Sergueï Radlov et sa femme Anna se retrouvent en territoire français. Après la libération, ils travaillent à Marseille et réussissent enfin à contacter les autorités soviétiques. En 1945, on les transfère à Paris, puis, à Moscou où ils sont tous jugés pour trahison et collaboration avec ennemi puisqu'en Union soviétique tout prisonnier de guerre, quel que soit le contexte de sa capture, est considéré comme un traitre à la suite de l'Ordre n° 270 du Haut Commandement suprême de l'Armée rouge signé par Joseph Staline en personne. Sergueï Radlov et sa femme Anna seront déportés, alors que Nikolaï Krioukov échappe aux répressions. Il sera toutefois interdit de séjour dans le grandes villes et devra pendant plusieurs années travailler en province. Après la mort de Staline, il revient à Léningrad. À la même époque il fait plusieurs apparitions au cinéma. En 1956, à l'invitation de son ancien directeur Radlov il part à Riga où il travaille dans le théâtre russe. Il y joue le comte de Kent dans Le Roi Lear, Hamlet et Laërte dans Hamlet, Tybalt dans Roméo et Juliette, Macduff dans Macbeth, Vlas dans Les Estivants (Maxime Gorki), Skorobogatov dans Les Ennemis (Maxime Gorki), Peredychkine dans Ça s'est passé à Końskie de Valentin Kataïev, Motylkov dans La Gloire de Viktor Goussev.
Après la mort de Radlov en 1958, Krioukov retourne à Leningrad et devient acteur des studios Lenfilm. Ici à l'âge de quarante-trois ans, il connait une gloire immense à la sortie du film d'aventures Le Dernier Pouce d'après le livre de James Aldridge, qui lui apporte le prix du meilleur rôle masculin du Festival cinématographique de tout l'Union soviétique. Dans les années 1960-1970, il tourne au rythme de plusieurs films par an. Dans les années 1990, alors que la productions cinématographique russe chute à l'approche de la dislocation de l'URSS et malgré son âge, il réussit à rester en activité en tant qu'acteur de genre. Pour sa carrière qui compte plus d'une centaine de films, il reçoit en 1991, le titre d'artiste émérite de la RSFSR.
Mort à Saint-Pétersbourg, Nikolaï Krioukov est enterré au cimetière Serafimovski.

## Vie privée
Nikolaï Krioukov se marie en 1960 avec l'actrice de Lenfilm Lilia Gourov (1931-) qui sera sa compagne jusqu'à sa mort.

## Filmographie

### Cinéma
- 1958 : Le dernier pouce (Последний дюйм) de Teodor Vulfovich : Ben
- 1967 : La Nébuleuse d'Andromède (Туманность Андромеды) de Evgueni Cherstobitov (ru) : Erg Noor
- 1973 : La Terre de Sannikov (Земля Санникова) d'Albert Mkrtchian : officier de la marine
- 1977 : Zone de vigilance particulière (У зоні особливої уваги)
- 1980 : 38, rue Petrovka (Петровка, 38) de Boris Grigoriev : Averian Prokhor
- 1983 : Trou de loup (Волчья яма) de Bolotbek Chamchiev : général Nikolaï Timofeïev
- 1983 : Anna Pavlova (Анна Павлова) de Emil Loteanu : Oscar II (TV)

### Télévision
- 1974 : L'Oiseau de bronze (Бронзовая птица, Bronzovaya ptitsa) de Nikolaï Kalinine : communiste cubain
- 1976 : Nāve zem buras de Ada Neretniece (Riga Film Studio) : Ian Capel
- 1980 : Les Aventures de Sherlock Holmes et du docteur Watson (Приключения Шерлока Холмса и доктора Ватсона) de Igor Maslennikov : colonel Sebastian Moran
- 1990 : Le Bourreau (Палач, Palatch) de Viktor Sergueïev : grand-père